# Dušan Sodja
Dušan Sodja, slovenski klarinetist, * 24. julij 1972, Slovenj Gradec.
Na Akademiji za glasbo v Ljubljani je diplomiral iz klarineta v razredu prof. Alojza Zupana, izpopolnjeval pa se je na salzburškem Mozarteumu. Je član Simfoničnega orkestra Slovenske filharmonije.
Njegova žena je slovenska pianistka Tatjana Kaučič.
Od leta 1994 skupaj nastopata po Sloveniji in v tujini.